# Novi Dol
Novi Dol is een plaats in de gemeente Barilović in de Kroatische provincie Karlovac. De plaats telt 0 inwoners (2001).